# Perséphone
Perséphone è una composizione di Igor' Fëdorovič Stravinskij in tre parti scritta fra il 1933 e gennaio 1934 su testo di André Gide. Sebbene l'autore definisse Perséphone come "mélodrame", in realtà si tratta di un'opera più complessa, ben lontana sia dalla tradizione italiana sia da un semplice melologo; l'opera comprende infatti musica, canto, danza e recitazione.

## Storia
L'opera fu commissionata a Stravinskij nel 1933 da Ida Rubinstein per la stagione del 1934 a l'Opéra di Parigi. L'idea era quella di far rivivere la meravigliosa triade del Teatro Greco: Poesia, Musica e Danza.  Il testo è costituito da un dramma di André Gide ispirato al mito di Demetra tratto dagli Inni di Omero. Perséphone era stata scritta da Gide tempo prima e la Rubinstein chiese a Stravinskij di leggerla e di discuterne con lo scrittore. Alla fine di gennaio il compositore si incontrò con Gide a Wiesbaden per concordare il lavoro e decisero di comune accordo di dividere il dramma in tre parti introducendo anche la figura del narratore.
Inizialmente il compositore ebbe delle perplessità sul libretto perché temeva le difficoltà della prosodia francese; in effetti fino a quel momento egli aveva scritto musica su testi francesi solo per i Deux poèmes de Paul Verlaine op. 9. Anche se parlava la lingua fin da bambino, aveva sempre evitato di servirsene per le sue opere; tuttavia, lavorando, egli prese sempre più piacere nell'utilizzare questa lingua per il suo canto sillabico . Stravinskij lavorò a Perséphone dal mese di maggio terminandola alla fine dell'anno; nel marzo 1934 mise a punto anche l'orchestrazione. Vi fu una prima audizione in forma privata nel salotto della Principessa di Polignac con Stravinskij al pianoforte e Pierre Souvtchinskij nella parte di Eumolpo. La prima rappresentazione pubblica avvenne all'Opéra di Parigi il 30 aprile 1934 con la direzione dello stesso Stravinskij, coreografia di Kurt Jooss, scene e costumi di André Bersacq; compagnia di balletto fu quella di Ida Rubinstein che ne fu anche protagonista sia come danzatrice sia come voce recitante; René Maison interpretò Eumolpo, Anatole Viltzak, Mercurio. L'opera fu replicata il 4 e 9 maggio e fu poi diretta ancora dall'autore, come concerto radiofonico, alla BBC di Londra nel novembre 1934.
Gide non fu presente né alla preparazione della messa in scena né agli spettacoli; anche se lo scrittore si scusò con una lettera, questa assenza a Stravinskij dispiacque molto e la loro collaborazione non ebbe poi alcun seguito.
L'opera non ebbe successo tanto che, dopo il 9 maggio, venne ritirata dal cartellone degli spettacoli. I motivi si possono ricercare nella natura ibrida del lavoro, non bene compresa dal pubblico a cui non piacquero nemmeno i versi un po' troppo sdolcinati di Gide e la scena molto scarna. Per Stravinskij le ragioni dell'insucesso furono da attribuire la testo di Gide, da lui giudicato insufficiente e antiquato al punto di pensare di affidare a Auden un'eventuale nuova versione del lavoro.

## Trama
Nella prima parte Persefone rapita il sacerdote Eumolpo (tenore) invoca la dea Demetra, regina della terra, e ricorda come la figlia di lei Persefone (voce narrante) venne rapita. Nella rievocazione le ninfe circondano Persefone cantando e danzando, glorificando la Natura e la bellezza dei suoi fiori; quando appare il narciso Persefone si inchina sul fiore e lo coglie, nonostante gli avvertimenti di Eumolpo, e vede così il mondo degli Inferi con le sue anime tristi e disperate. Le ninfe incitano quindi la principessa a restare con loro, ma Persefone vuole portare conforto alle anime dei trapassati.
Nella seconda parte Persefone agli Inferi si narra del suo passaggio nell'Ade e l'unione con Plutone; Persefone rifiuta i doni di Plutone; quando Mercurio le offre un frutto del melograno per farle desiderare di tornare sulla terra, la principessa morde il frutto e viene presa da una grande nostalgia. Intanto sulla terra cambiano le stagioni, la primavera impallidisce e Persefone rimpiange di aver abbandonato la madre.
Nella terza parte Persefone rinata la principessa ritorna alla vita, si ricongiunge alla madre e allo sposo terrestre Trittolemo; intanto la natura sulla terra si risveglia come da un letargo, la primavera si colora di fiori. Persefone però sa di dover tornare nell'Ade dal suo sposo infernale perché il suo destino è anche quello di portare alle ombre un po' di luce e di conforto; ella si incammina a lenti passi e volontariamente fa ritorno nel mondo tenebroso degli inferi; in tal modo ella porterà sia la luce alle anime degli Inferi, sia la primavera sulla terra.

## Struttura dell'opera

### Parte prima: Perséphone ravie
- 1. Déesse aux mille noms, puissante Demétér (Eumolpo)
- 2. Reste avec nous, princesse Peséphone (coro)
- 3. Perséphone, un peuple t'attend (Eumolpo)

### Parte seconda: Perséphone aux enfers
- 4. Ô peuple douloureux des ombres, tu m'attires (Perséphone)
- 5. Sur ce lit elle repose (coro)
- 6. Ma mère Demétér, que la vie était belle (Perséphone)
- 7. Tu viens pour dominer (Eumolpo)
- 8. Le printemps c'est toi! (coro)
- 9. Pauvres ombres désesperées (Eumolpo)

### Parte terza: Perséphone renaissante
- 10. C'est ainsi, nous raconte Homère (Eumolpo)
- 11. Venez à nous, enfants des hommes (coro)
- 12. Parle, Perséphone, raconte (coro)
- 13. Ainsi vers l'ombre souterraine (Eumolpo e coro)

## Analisi
Perséphone è l'unica composizione di Stravinskij scritta su un testo francese che abbia una notevole rilevanza. Le parole di Gide sono affidate a una voce recitante femminile (Persefone), a un tenore (Eumolpo) e al coro (misto più un coro di voci bianche); la parte orchestrale è assegnata a una grande orchestra che è però trattata con economia e trasparenza. Stravinskij dona leggerezza alla partitura utilizzando spesso gli strumenti a gruppi solisti creando nuove combinazioni.
La struttura armonica del lavoro è estremamente semplice sottolineata da una prevalenza delle tonalità maggiori; solo Persefone è caratterizzata da un modo minore che vela la sua parte di malinconia. Alla linearità si ricollega anche la melodia affidata al tenore, che è di un'aulica semplicità, e la parte corale che non presenta parti contrappuntistiche.
Il tema del rifiorire della primavera collega quest'opera a un'altra composizione stravinskiana, di ben diverso carattere e struttura, La sagra della primavera. Contrariamente al balletto del 1913, in Perséphone il rinnovamento non ha più connotazioni di sacrificio e di barbarie, ma è trasportata in un mondo ellenico di civilizzazione dove tutto ha una nuova nascita che scaturisce da una riconciliazione fra uomo e natura.

## Organico
Tenore, coro misto, coro di voci bianche, voce narrante.
Orchestra composta da: ottavino, due flauti, tre oboi, tre clarinetti, due fagotti, controfagotto, quattro corni, tre trombe, tre tromboni, basso tuba, timpani, percussioni, due arpe, pianoforte, archi.

## Altre edizioni
La coreografa e regista Margarete Wallmann realizzò Perséphone al Teatro dell'Opera di Roma nell'aprile 1956 con protagonista Ludmilla Tchérina. In seguito, nel 1965, sempre la Wallmann ripropose il lavoro al Teatro alla Scala con la partecipazione di Annie Girardot.
Frederick Ashton realizzò una sua versione nel 1961 a Londra al Covent Garden con il Royal Ballet e protagonista Svetlana Berëzova.
Il 27 marzo 2007 al Teatro dell'Opera di Roma fu riproposta Perséphone durante una serata dedicata a Stravinskij a cura di Millicent Hodson; la regia fu di Beppe Menegatti e le scene di Bruno Caruso.